# Celebrate the Nun
Celebrate the Nun — немецкая музыкальная группа, существовавшая с 1986 по 1992 годы. Была основана двумя будущими участниками группы Scooter Эйч Пи Бакстером и Риком Джорданом в 1986 году. Впоследствии к коллективу присоединились певица Брит Максиме, сестра Бакстера, и композитор и аранжировщик Слин Томпсон. После выхода первого альбома группы в 1989 году Томпсон ушёл из группы и создал свою, существующую поныне, под названием Celebrate the None.

## История
После знакомства Бакстера и Джордана в 1986 году, деятельность по созданию музыки началась не сразу, некоторое время они обменивались мнениями и идеями. В 1988 году, собравшись в составе из 4 человек, группа начала, наконец, работать вплотную над созданием своего первого альбома. В этой деятельности им помогал известный немецкий продюсер Аксель Хеннингер, который ранее работал с группой Camouflage. В результате появился красивый по звучанию альбом, в котором звучание и стиль поп и дэнс слились и дать однозначное определение направления в музыке коллектива не представляется возможным. Это не был чистый диско в привычном понимании. Лиризм в песнях напоминает временами Depeche Mode, а иногда это электронные баллады. Дебютный сингл коллектива, «Ordinary Town», стал откровением на танцевальных площадках Германии, в результате такая музыка стала популярна по всей Европе, но в основном за счёт других появившихся подобных исполнителей — ученики быстро превзошли учителей и после выхода второго альбома группы, «Continuous», в 1991 году, группа прекратила своё существование, хотя в 1992 году вышел ещё записанный ранее сингл «You Make Me Wonder». Однако у Celebrate the Nun был один момент грандиозной славы: песня «Will You Be There» (второй сингл после «Ordinary Town») вошёл в пятёрку (именно в пятёрку) американского журнала Billboard.
Второй альбом группа записала втроём, без ушедшего Слина Томпсона. После этого Брит Максиме занялась сольной карьерой, а Рик Джордан и Эйч Пи Бакстер, потеряв друг друга из виду на 1,5 года, в 1992 году создают ремикс-команду The Loop! Впоследствии они создадут в 1994 году группу Scooter, мало похожую по стилистике и звучанию на их первый проект.
В 1998 году Нильс Энгузен (более известный как Слин Томпсон) организовал группу Celebrate the None, куда также вошли Phoen X и Skye Burns. В 2005 году этот коллектив выпустил свой альбом, не имевший особого успеха.

## Состав
- Эйч Пи Бакстер (Ханс-Петер Гердес) — основной вокал, гитара (1986-1992)
- Рик Джордан (Хендрик Штедлер) — клавишные (1986-1992)
- Бритт Максиме (Бритт Гердес) — вокал, электронная ударная установка, клавишные (1986-1992)
- Слин Томпсон (Нильс Энгхузен) — ударная установка, перкуссия, клавишные (1986-1990)

## Дискография

### Альбомы
- (1989) Meanwhile
- (1991) Continuous

### Синглы
Описание синглов см. в альбомах
- (1989) «Ordinary Town»
- (1989) «Will You Be There»
- (1989) «Will You Be There REMIX»
- (1990) «She’s a Secretary»
- (1991) «Patience»
- (1992) «You Make Me Wonder»

### Bootleg CD-R’s
- 1987 Meanwhile Demo
- 1987 «Capitol Hannover Live»
- 1987 «Unreleased Songs & Sideprojects»
- 1989 «More Unreleased…»

### Видеоклипы
- «Ordinary Town»
- «Will You Be There»